# Camnascires II Nicéforo
Camnascires II, apelidado de Nicéforo ("o Portador da Vitória") foi um rei de Elimaida conhecido apenas por suas moedas. Reinou de cerca de 147 a 139 a.C.. Por volta de 150 a.C., o Império Selêucida se desintegrou e em vários lugares os governadores locais se tornaram independentes e assumiram o título de "rei" (basileu). O primeiro rei em Elimaida foi Camnascires I Sóter ("o Salvador"), que governou por volta de 147 a.C.. Camnascires II Nicéforo governou um pouco mais tarde e é possível que fosse Camnascires Sóter, apenas mudando seu nome. Em 140 a.C., Camnascires II aceitou a suserania parta. No entanto, não muito depois, auxiliou o rei selêucida Demétrio II contra o rei parta Mitridates I (r. 171–132 a.C.). Demétrio foi derrotado e capturado pelos partos e Mitridates puniu Elimaida por ajudá-lo, invadindo a região mais uma vez e capturando duas de suas principais cidades.
As moedas de Camnascires II Nicéforo são totalmente helenísticas em estilo. No anverso mostram o retrato de um jovem, enquanto no reverso mostram mais frequentemente um jovem deus. Menos comuns são uma âncora, uma cornucópia, uma águia, um arco com aljava ou um Nice.